# Taylor Malkov

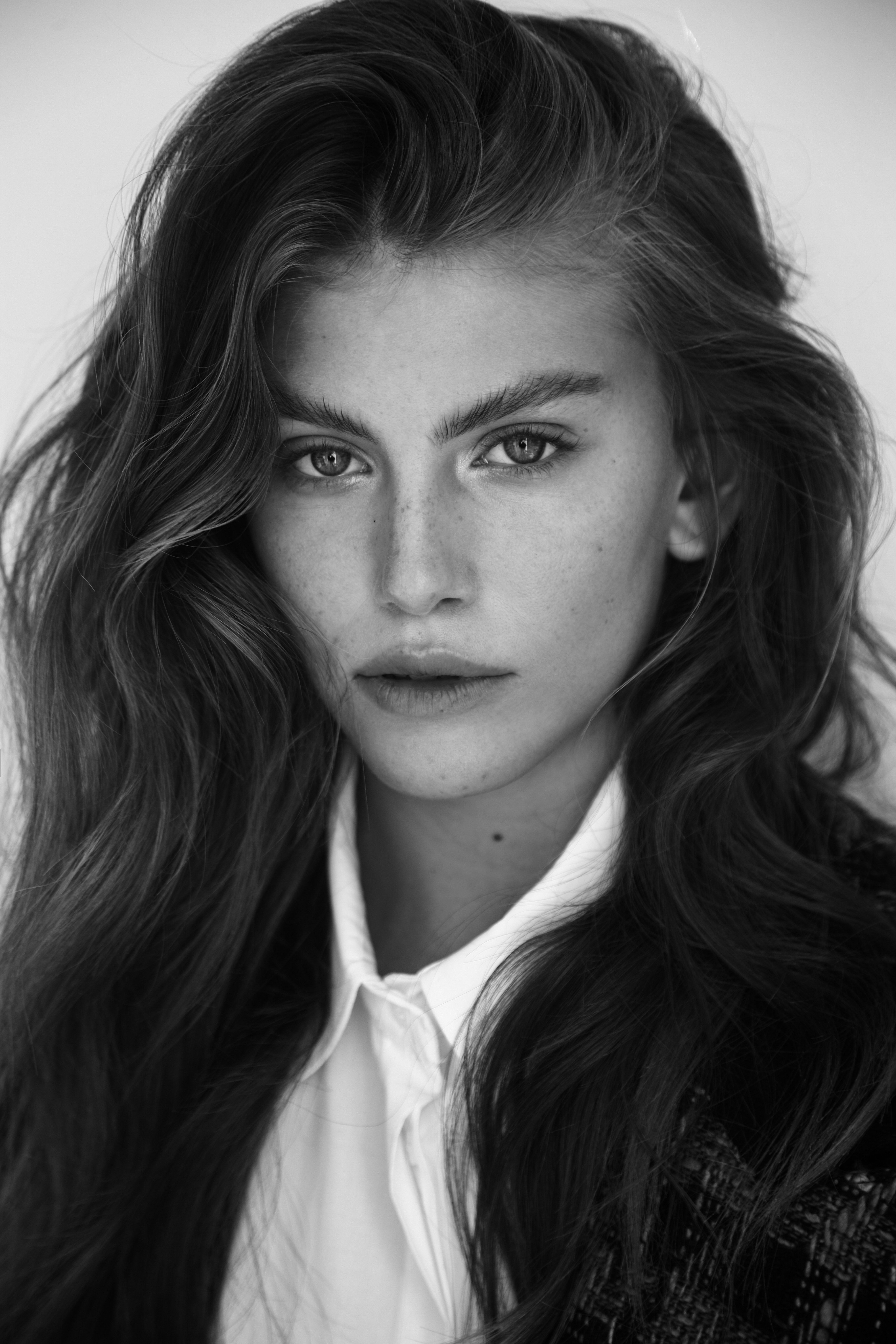
Taylor Malkov

Taylor Malkov (hebräisch טיילור מלכוב; * 4. Mai 2002 in Los Angeles) ist eine israelische Schauspielerin und Model.

## Leben und Karriere
Malkov wurde in Los Angeles geboren. Mit zwei Jahren zog sie mit ihrer Familie nach Israel. 2016 nahm sie an der Kinder-Fernsehsendung HaBanim veHaBanot teil. Anschließend moderierte sie 2018 die Sendung The Box. Außerdem spielte sie 2021 in dem Film Don’t Wait for Me die Hauptrolle. Unter anderem hatte sie eine Synchronrolle in der hebräischen Version von Hotel Transsilvanien 3.
Neben der Schauspielerei modelt Taylor für verschiedene Marken wie Gottex und Pupa.

## Filmografie (Auswahl)
- 2019: Run (Fernsehserie, 10 Episoden)
- 2022: Don’t Wait for Me
- 2023: Three (Fernsehserie, 15 Episoden)